# St. Mauritius (Königshofen)

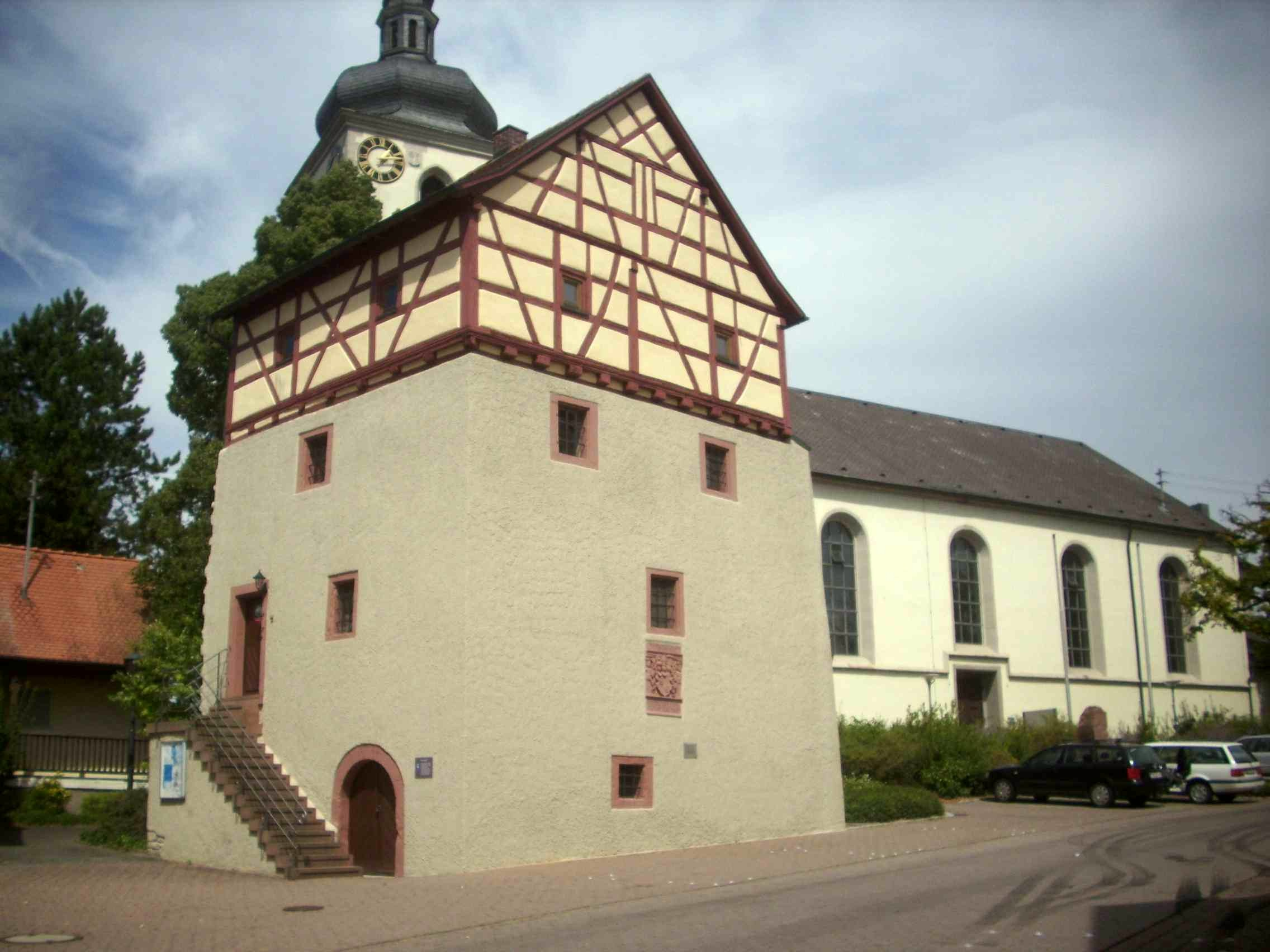
Die Kirche St. Mauritius in Königshofen

Die römisch-katholische Kirche St. Mauritius in Königshofen wurde 1836 erbaut. Sie wurde im spätklassizistischen Stil erbaut.

## Geschichte
Um das Jahr 822 wurde die Pfarrei Königshofen erstmals urkundlich erwähnt als Martinskirche, die zum Bistum Würzburg gehörte. Die ersten Spuren, die heute noch sichtbar sind, wurden im frühen zweiten Jahrtausend n. Chr. erbaut. Hier wurde das Untergeschoss samt Portal erbaut. Eine Erweiterung inklusive Neubau der Kirche erfolgte gegen Ende des 15. Jahrhunderts. Nachdem Königshofen 1836 badisch wurde, wurde nun auch die Pfarrei dem Erzbistum Freiburg zugeordnet. Aus Platzgründen wurde die Kirche damals erneuert und im heutigen spätklassizistischen Stil umgestaltet.
Die Mauritiuskirche gehört heute zur Seelsorgeeinheit Lauda-Königshofen, die dem Dekanat Tauberbischofsheim des Erzbistums Freiburg zugeordnet ist.

## Ausstattung

### Altäre

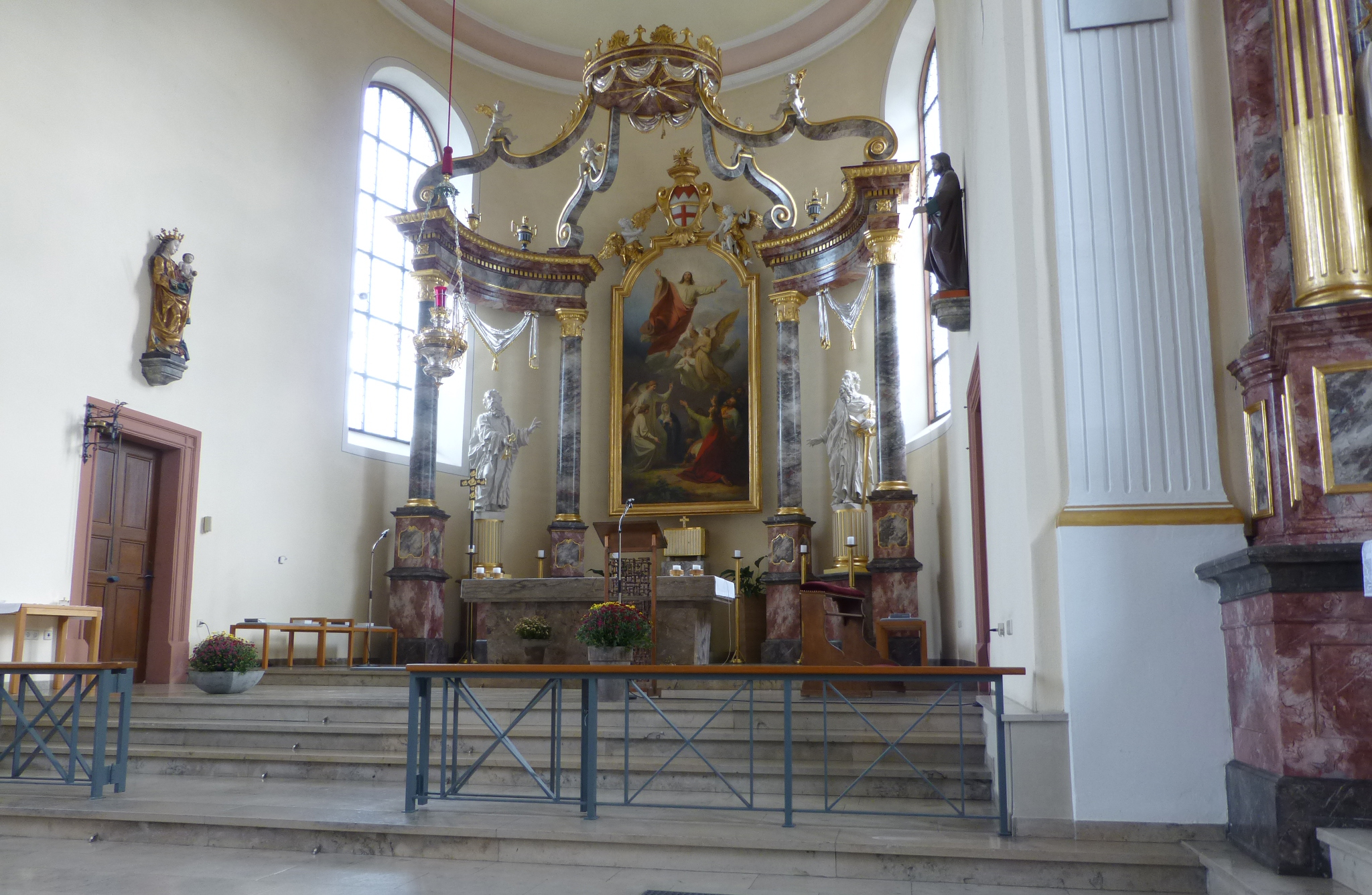
Der Hochaltar der St.-Mauritius-Kirche

In der St.-Mauritius-Kirche in Königshofen befinden sich neben dem Hochaltar auch noch einige kleinere Altäre.
Die neue Fassung des Hochaltars stammt von Robert Bronold aus Gerlachsheim. Nach altem Vorbild wurden die überlebensgroßen Paulus und Petrus Figuren von Otto Lieb geschnitzt. Das aus dem 19. Jahrhundert stammende barocke Baldachinretabel schmückt seit 1977/88 die Kirche. Es wurde dafür aus Schönfeld hergebracht.
Der barocke Seitenaltar ist ein Überbleibsel der Vorgängerkirche. Er zeigt die Szene der unbefleckten Empfängnis. Des Weiteren befinden sich die heiligen Joachim und Anna auf dem Altar. Rechts daneben kann man weitere drei Heilige sehen, unter anderem der Hl. Sebastian und der Hl. Nepomuk. Der dritte Heilige ist nicht identifiziert.

### Gemälde
Es gibt drei große Gemälde in der St. Mauritius Kirche in Königshofen.
Das Deckengemälde wurde 1938 von den Brüdern August und Josef Braun gemalt. Auf dem Bild ist der Triumph des Kreuzes zu sehen.
Die Kreuzwegstationen der St. Mauritius Kirche wurden ebenfalls von den Gebrüdern Braun angefertigt.
Wie schon das Deckengemälde und die Kreuzwegstationen wurde auch das Deckengemälde im Chor von August und Josef Braun erstellt. Auf diesem Bild wird die Offenbarung von Jesus heiligen Herzens an Margareta Maria Alacoque gezeigt.

### Bronzetür

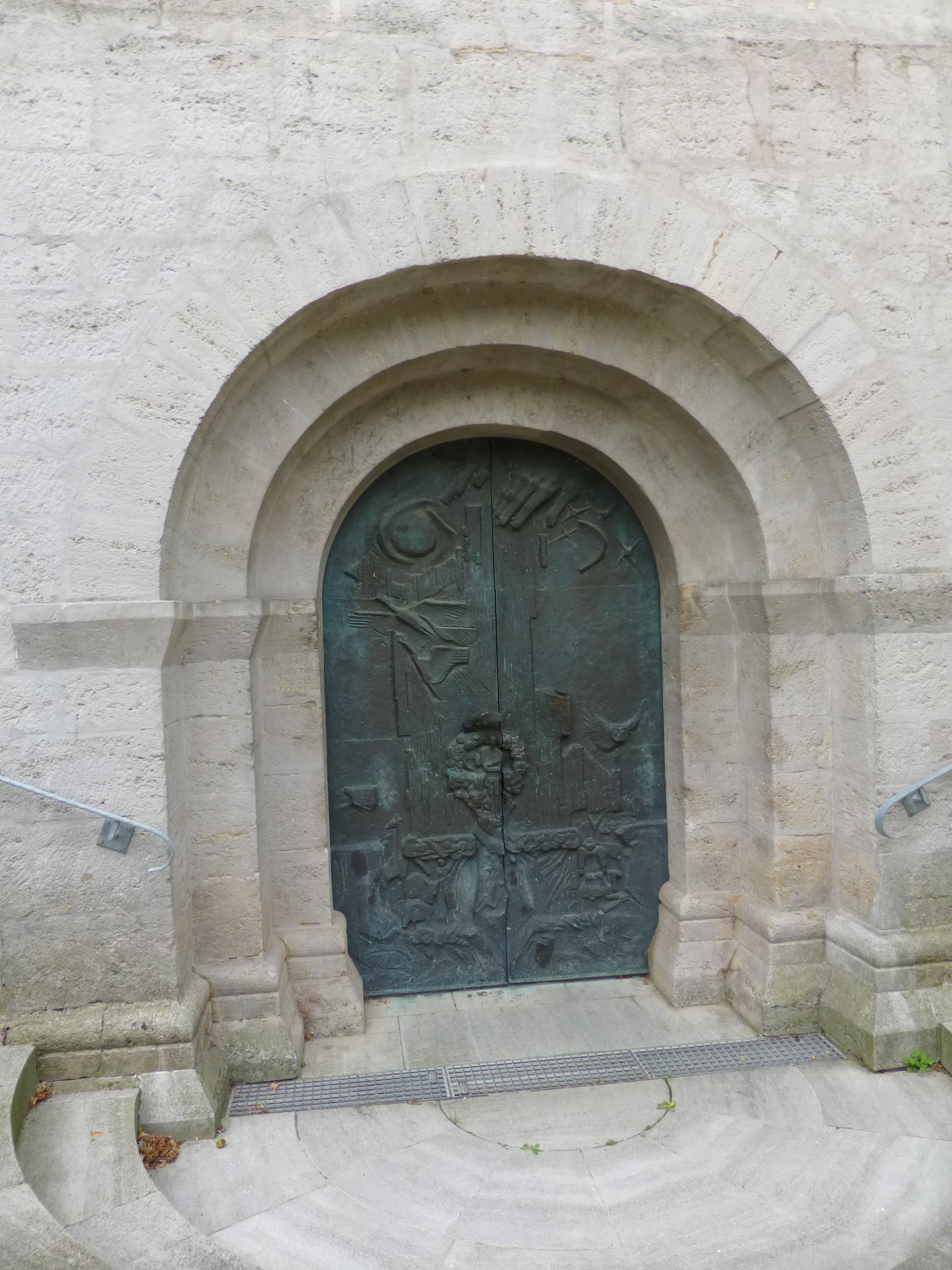
Die Bronzetür des Portals der St.-Mauritius-Kirche

Die zweiflüglige Bronzetür im westlichen Stufenportal wurde 1972 von Otto Sonnleitner erstellt. Sie zeigt eine Szene aus der Schöpfungsgeschichte.

### Kanzel
Die aus Gerlachsheim stammende Kanzel wurde im Frühbarock erbaut. Sie wurde 1962 von der Heilig-Kreuz-Kirche in Gerlachsheim nach Königshofen überführt.

### Orgel
Die heutige Orgel wurde im Jahr 1984 durch die Werkstatt Orgelbau Vleugels als deren Opus 200 errichtet. Sie verfügt über 22 Register auf zwei Manualen und Pedal, die über Schleifladen mit mechanischer Traktur angespielt werden.

### Glocken
Das aus dem Jahr 1956 stammende Glockengeläut wurde in Heidelberg von der Glockengießerei Friedrich Wilhelm Schilling hergestellt. Es besitzt ein 6-stimmiges C-Geläut. Das Moll-Septnonmotiv erklingt in der Melodielinie. Sie befinden sich im Glockenturm, mittig über dem Eingangsgiebel.